# 探險者50號
探險者50號（Explorer 50）是美國太空總署為研究磁層而發射的一顆衛星，是星際監測平台系列（Interplanetary Monitoring Platform）的第八次也是最後一次任務。

## 發射
探險者50號於1973年10月23日02:26:03 UTC，由三角洲2號運載火箭從佛羅里達州卡納維拉爾角（CCAFS）發射升空。探險者50號正常運作至2006年10月7日。衛星每12天繞地球運行一次，傾角為28.67°。探險者50號近地點是25個地球半徑，遠地點是45個地球半徑。